# Лоуер Гранд Лагун (Флорида)
Лоуер Гранд Лагун (енгл. Lower Grand Lagoon) је пописом одређено насељено место у америчкој савезној држави Флорида.

## Демографија
По попису из 2010. године број становника је 3.881, што је 201 (-4,9%) становника мање него 2000. године.
| Група             | 2000.         | 2010.         |
| Белци             | 3.811 (93,4%) | 3.396 (87,5%) |
| Афроамериканци    | 48 (1,2%)     | 58 (1,5%)     |
| Азијати           | 30 (0,7%)     | 33 (0,9%)     |
| Хиспаноамериканци | 125 (3,1%)    | 240 (6,2%)    |
| Укупно            | 4.082         | 3.881         |